# Княжево (Вознесенский район)
Кня́жево — село в Вознесенском районе Нижегородской области России.

## География
Находится в 50 км от города Саров и 210 км от Нижнего Новгорода.

## История
В промоинах оврагов и в р. Ведяже были найдены орудия труда из камня и кости эпохи неолита и начала эпохи бронзы (ручное рубило из камня, костяные проколки). А также окаменелые останки некоторых обитателей моря, бивни мамонтов и их зубы, а также череп волосатого носорога. Место, где образовалось поселение, очень удобно было в те времена в плане защиты. Это левобережье Ведяжи с высокими (70-80 м) обрывистыми глиняными берегами, двумя глубокими, длиной около 1,5 км оврагами, могло служить надежной защитой. И сама река в те времена была более полноводной и глубокой. Все левобережье Ведяжи от Починок и до Мордовии по сей день имеет высокие берега. Это смотрится очень красиво, а в те времена служило, по всей вероятности, и надежной защитой, так как по Ведяже проходила граница. Ведяжа (ведь + ужа) — водяная граница. Она шла к изгибу реки Мокши через овраг Ужов, который находится возле с. Бутаково.
Ужов означает край, межа. Это граница была между Казанским царством и Россией.
В конце 1930 года повсеместно велась борьба с религией: подвергались репрессиям священники, разорялись храмы, монастыри. Не избежал этой судьбы и храм в селе. Был арестован последний священник Г. Л. Тараканов 17 ноября 1937 года и приговорен тройкой к расстрелу. Расстрелян 3 января 1938 года. Об этом священнике и его семье подробно описано в книге Теньгушевского краеведа В. И. Лапшина «Жизнь прожили по совести» и книге Н. А. Шемякова «В жерновах репрессий».
Вскоре храм подвергся разрушению: все иконы, библиотека были сожжены в костре у храма, ценная утварь церковного обихода увезена в Вознесенское, колокольня разрушена, колокола и кресты сброшены на землю.
Позднее в самом большом помещении (летнем) организовали клуб, где проводили концерты и ставили пьесы.
В 1950 годах все помещения использовались под колхозный склад зерна. Ныне оно пустует и подвергается дальнейшему разрушению.
Мирную жизнь села нарушила война 1941—1945 годов. В первый же день войны мужское население стало получать повестки и отправляться на фронт.
Всего было призвано на фронт 75 мужчин и одна женщина. 10 молодых девушек призвали на рытье окопов. Осталась без глаз Свойкина Мария Максимовна, призванная в 1944 г. в г. Муром на военный завод, где производили снаряды.
В военные годы село оказалось в тяжелейших условиях: в селе остались только старики, женщины и дети. Из колхоза взяли лучших лошадей для фронта. Обработка колхозных полей и приусадебных участков во многом производилась вручную, уборка — тоже с помощью косы и серпа.
В зимнее время в селе сушили картофель, сухари, вязали шарфы, трехпалые перчатки, носки, шили кисеты для махорки и посылками отправляли на фронт.
Половина из ушедших на фронт навечно остались там. Некоторые семьи потеряли всех своих мужчин. В семье Назаровых не вернулось пятеро, у Романовых погибло четверо, у Чураевых — семеро.
Дошел до Берлина и остался в живых и командир бронемашины сержант Свойкин Николай Максимович. За боевые заслуги он был награждён орденом Славы IIи IIIстепеней, орденом Отечественной войны I степени и многими медалями.
Тяжелые ранения (контузию) получили Жарков Ульян, который после возвращения домой вскоре умер, Романов В. В. был дважды ранен. В результате второго тяжелого ранения в 1944 году остался без ноги инвалидом. Был ранен и офицер Чураев В. И. В 1942 году 18 летним юношей был призван Мансуров Софа Юнусович, который закончил войну в 1945.В послевоенные годы с приходом части мужчин с фронта колхоз постепенно стал оживать, а вместе с ним — и село. В 1949 году в село пришло электричество, которое давала гидроэлектростанция, построенная на Ведяже возле Девлетякова. Строились животноводческие помещения, была установлена водонапорная башня, построено кирпичное здание магазина. Проведена асфальтированная дорога.
В 60-х годах колхоз в селе был ликвидирован, так как произошло объединение с Новосельским. Прекратилось строительство животноводческих помещений, убрали ферму крупного рогатого скота. В селе осталась только овцеферма на 1200—1300 голов овец.
В 1990 годах ликвидировали и её. Село, как и многие другие села нашей великой страны, было объявлено неперспективным.
Село, в котором когда-то проживало более 700 человек, ныне сократилось более чем в десять раз. Из села был убран сельский Совет, почта, медпункт. Сгнило и разрушилось здание местного клуба.